# Bernhard Kuntze
August Bernhard Kuntze (* 29. September 1814 auf Rittergut Eichwerder; † 9. Juni 1899 auf Rittergut Heinrichsdorf bei Kiaulkehmen, Kreis Gumbinnen, Ostpreußen) war ein königlich-preußischer Landschaftsrat und Rittergutsbesitzer.

## Herkunft und Familie
Kuntze war ein Sohn von Georg Kuntze (1776–1864) und Sophie Lehmann (1786–1866). Er wurde auf dem Rittergut Eichwerder, welches ab 1803 im Besitz der Familie Kuntze war, geboren. Sein jüngerer Bruder Moritz Kuntze (1819–1880) übernahm das elterliche Gut in Eichwerder und wurde Amtmann im Kreis Oberbarnim. Die noch erhaltene Grabstätte der Familie Kuntze auf dem Friedhof in Eichwerder wurde 2009 unter Denkmalschutz gestellt.
Seit 1848 war Kuntze mit Elisabeth Neubart (1825–1910) verheiratet. Von seinen Kindern übernahm der Sohn Walter Kuntze (1860–1927) das Rittergut Heinrichsdorf, Erich Kuntze (1866–1932) erwarb das Rittergut Augstupönen und Ewald Kuntze (1852–1915) wurde königlich preußischer Oberst und heiratete 1876 Martha Zarniko (1858–1922), Tochter des Mühlenbesitzers in Klein Amtsmühle Eduard Zarniko (1825–1903). Die Tochter Martha Kuntze (1849–1929) wurde Malerin.

## Leben und Wirken
Nach seiner Schulbildung am Joachimsthalschen Gymnasium in Berlin besuchte Kuntze die von Albrecht Daniel Thaer gegründete Königlich Preußische Akademie des Landbaues auf dem Rittergut Möglin und erwarb Ende der 1840er Jahre das Rittergut Heinrichsdorf in Ostpreußen.
Von 1855 bis 1866 war Kuntze Generalsekretär des Landwirthschaftlichen Vereins in Lithauen und Herausgeber der Zeitschrift Georgine, eine Zeitschrift für landwirthschaftliche Cultur.
Im Jahr 1866 wurde Kuntze zum Landschaftsrat in Preußisch Litauen gewählt.
Er verfasste bis 1887 die Personenregister zu den Zeitschriften Preußisches Archiv, Preußische Provinzialblätter und Altpreußische Monatsschrift. Diese Personenregister gingen im Jahr 1903 in den Besitz der Staats- und Universitätsbibliothek Königsberg über und wurden zur Benutzung im Lesesaal der Bibliothek aufgestellt.
Im Jahr 1885 verkaufte er das Rittergut Heinrichsdorf und zog nach Berlin, übernahm jedoch einige Jahre später wieder das Gut. Im Adressbuch von 1895 wird Kuntze wieder als Besitzer geführt.